# Maria Tomásia Figueira Lima
Maria Tomásia Figueira Lima (Sobral, 1826 — 1902) foi uma abolicionista brasileira. Em 1882, participou da fundação da Sociedade Cearense Libertadora, cujo objetivo era lutar pela abolição da escravatura, e a presidiu por determinado período.